# Oreamnos
Az Oreamnos az emlősök (Mammalia) osztályának párosujjú patások (Artiodactyla) rendjébe, ezen belül a tülkösszarvúak (Bovidae) családjába és a kecskeformák (Caprinae) alcsaládjába tartozó nem.

## Előfordulásuk
Az Oreamnos nevű emlősnem Észak-Amerika kecskeformáinak egyike. Nem tudjuk pontosan, hogy mikor jelentek meg; egy feltételezés szerint a pleisztocén kor elején. A nemből manapság már csak egy faj él. Egy rokon faja a holocén elején halt ki; valószínűleg az ember okozta túlvadászás miatt. A kihalt faj a mainál valamivel délebbre fordult elő.

## Rendszerezés
A nembe az alábbi 1 élő faj és 1 fosszilis faj tartozik:
- havasi kecske (Oreamnos americanus) (Blainville, 1816) - típusfaj[4]
- †Oreamnos harringtoni Stock, 1936 - pleisztocén-kora holocén[5]

### Fordítás
- Ez a szócikk részben vagy egészben  az   Oreamnos című angol Wikipédia-szócikk ezen változatának fordításán alapul.  Az eredeti cikk szerkesztőit annak laptörténete sorolja fel. Ez a jelzés csupán a megfogalmazás eredetét és a szerzői jogokat jelzi, nem szolgál a cikkben szereplő információk forrásmegjelöléseként.